# Wuchale (distrikt i Etiopien)
Wuchale är ett distrikt i Etiopien. Det ligger i den centrala delen av landet, 40 km norr om huvudstaden Addis Abeba.